# آرکوس ای‌اس
آرکوس ای‌اس (انگلیسی: Arcus) شرکت نوشیدنی نروژی است، که در سال ۱۹۹۶ تأسیس شد.